# Анжервіль-ла-Мартель
Анжерві́ль-ла-Марте́ль (фр. Angerville-la-Martel) — муніципалітет у Франції, у регіоні Нормандія, департамент Приморська Сена. Населення — 1083 особи (01.01.2021).
Муніципалітет розташований на відстані близько 170 км на північний захід від Парижа, 60 км на північний захід від Руана.

## Історія
До 2015 року муніципалітет перебував у складі регіону Верхня Нормандія. Від 1 січня 2016 року належить до нового об'єднаного регіону Нормандія.

## Демографія
Динаміка населення (INSEE ):
Розподіл населення за віком та статтю (2006):
| Стать | Всього | До 15 років | 15-24 | 25-44 | 45-64 | 65-85 | Понад 85 |
| --- | ------ | ----------- | ----- | ----- | ----- | ----- | -------- |
| Чоловіки | 423    | 85          | 58    | 127   | 101   | 48    | 4        |
| Жінки | 394    | 81          | 39    | 125   | 98    | 51    | 0        |
| \| Статево-вікова піраміда \| Статево-вікова піраміда \| Статево-вікова піраміда \| \| ----------------------- \| ----------------------- \| ----------------------- \| \| Чоловіки \| Вік \| Жінки \| \| 4 \| 85 + \| 0 \| \| 12 \| 80-84 \| 4 \| \| 16 \| 75-79 \| 16 \| \| 8 \| 70-74 \| 23 \| \| 12 \| 65-69 \| 8 \| \| 16 \| 60-64 \| 16 \| \| 27 \| 55-59 \| 16 \| \| 35 \| 50-54 \| 47 \| \| 23 \| 45-49 \| 19 \| \| 19 \| 40-44 \| 16 \| \| 62 \| 35-39 \| 31 \| \| 27 \| 30-34 \| 43 \| \| 19 \| 25-29 \| 35 \| \| 27 \| 20-24 \| 8 \| \| 31 \| 15-20 \| 31 \| \| 23 \| 10-14 \| 27 \| \| 35 \| 5-9 \| 27 \| \| 27 \| 0-4 \| 27 \| |        |             |       |       |       |       |          |
| Статево-вікова піраміда |        |             |       |       |       |       |          |
| Чоловіки | Вік    | Жінки       |       |       |       |       |          |
| 4 | 85 +   | 0           |       |       |       |       |          |
| 12 | 80-84  | 4           |       |       |       |       |          |
| 16 | 75-79  | 16          |       |       |       |       |          |
| 8 | 70-74  | 23          |       |       |       |       |          |
| 12 | 65-69  | 8           |       |       |       |       |          |
| 16 | 60-64  | 16          |       |       |       |       |          |
| 27 | 55-59  | 16          |       |       |       |       |          |
| 35 | 50-54  | 47          |       |       |       |       |          |
| 23 | 45-49  | 19          |       |       |       |       |          |
| 19 | 40-44  | 16          |       |       |       |       |          |
| 62 | 35-39  | 31          |       |       |       |       |          |
| 27 | 30-34  | 43          |       |       |       |       |          |
| 19 | 25-29  | 35          |       |       |       |       |          |
| 27 | 20-24  | 8           |       |       |       |       |          |
| 31 | 15-20  | 31          |       |       |       |       |          |
| 23 | 10-14  | 27          |       |       |       |       |          |
| 35 | 5-9    | 27          |       |       |       |       |          |
| 27 | 0-4    | 27          |       |       |       |       |          |

## Економіка
2010 року серед 576 осіб працездатного віку (15—64 років) 437 були активними, 139 — неактивними (показник активності 75,9%, у 1999 році було 70,8%). З 437 активних мешканців працювало 411 осіб (224 чоловіки та 187 жінок), безробітними було 26 (10 чоловіків та 16 жінок). Серед 139 неактивних 50 осіб було учнями чи студентами, 48 — пенсіонерами, 41 була неактивною з інших причин.

У 2010 році в муніципалітеті числилось 329 оподаткованих домогосподарств, у яких проживали 940,5 особи, медіана доходів виносила 17 983 євро на одного особоспоживача